# سيزيريات (أين)
سيزيريات (بالفرنسية: Ceyzériat)‏ هيبلدية فرنسية تقع في إقليم الأين (بالفرنسية: Ain)‏ في فرنسا. رمز إنسي لها هو:1072. أما الرمز البريدي لها فهو: 1250.